# Wanda Mejbaum-Katzenellenbogen

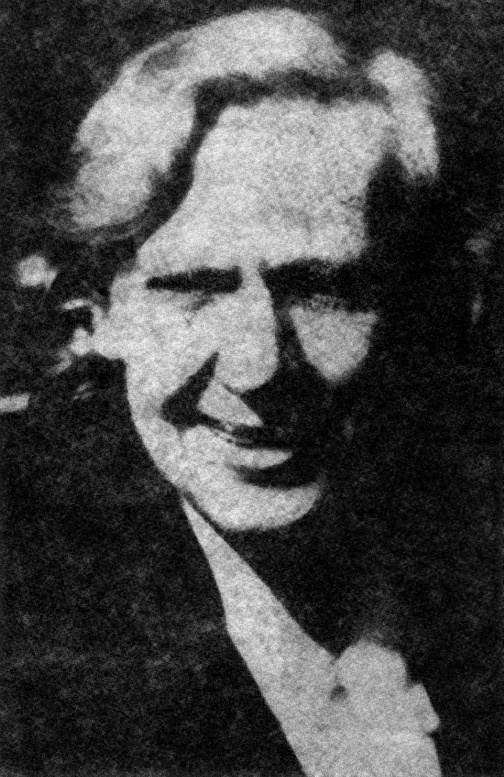
Wanda Mejbaum-Katzenellenbogen

 Wanda Lucyna Mejbaum-Katzenellenbogen (* 1. Januar 1914 in Lwiw, Polen; † 19. August 1986 in Breslau, Polen) war eine polnische Biochemikerin und Hochschullehrerin. Sie war Professorin für Medizinische Wissenschaften an der Universität Breslau und gründete dort 1961 das neue Studienfach Biochemie an der Fakultät für Naturwissenschaften.

## Leben und Werk

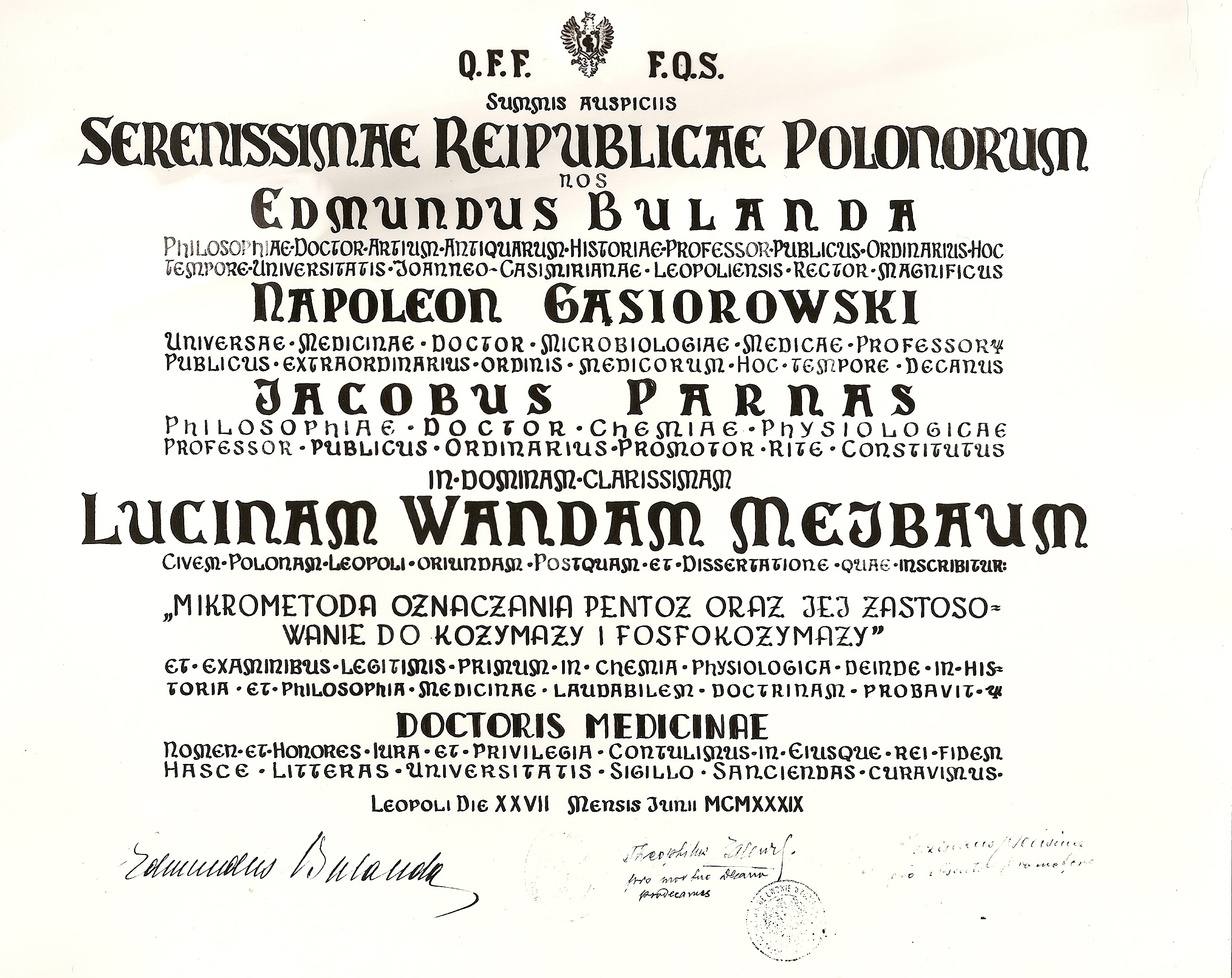
Promotionsurkunde, 1939

Mejbaum-Katzenellenbogen war das älteste von drei Kindern der Klavier- und Gesangslehrerin Maria Waleria Deryng und des Historikers  Wacław Mejbaum. Sie studierte Medizin an der Jan-Kazimierz-Universität in Lemberg, wo sie ihren späteren Ehemann Jerzy Katzenellenbogen kennenlernte. 1938 schloss sie ihr Studium an der Medizinischen Fakultät der Jan-Kazimierz-Universität in Lemberg ab und 1939 promovierte sie mit der Dissertation Mikrometoda oznaczania pentoz oraz jej zastosowanie do kozymazy i fosfokozymazy. Sie veröffentlichte ebenfalls 1939 den Artikel Über die Bestimmung kleiner Pentosemengen insbesondere in Derivaten der Adenylsäure (polnisch: Oznaczanie małych ilości pentoz szczególnie w pochodnych kwasu adenilowego), der von 1945 bis 1988 auf dem Gebiet der Biowissenschaften mit 26555 Zitaten am achthäufigsten zitiert wurde.

## Forschungstätigkeit
Mejbaum-Katzenellenbogen forschte bis 1946 in Lemberg, das sie – wie andere polnische Hochschullehrer – verlassen musste. Anschließend arbeitete sie bis 1959 an der Medizinischen Fakultät der Medizinischen Akademie in Breslau. 1959 wurden durch Beschluss der Behörden der Medizinischen Akademie und der Universität Breslau zwei Lehrstühle für Biochemie eingerichtet, an der Fakultät für Pharmazie der Medizinischen Universität Breslau und der Fakultät für Naturwissenschaften der Universität Breslau. Die Organisation beider Abteilungen wurde Mejbaum-Katzenellenbogen übertragen und die ersten Mitarbeiter des entstehenden Instituts für Biochemie der Universität Breslau waren Bronisława Morawiecka und Ewa Lachowicz. Mejbaum-Katzenellenbogen leitete bis 1968 die Abteilung für Physiologische Chemie an der Fakultät für Pharmazie und war gleichzeitig  bis 1984 an der Abteilung für Biochemie an der Universität Breslau tätig. Sie wurde 1954 außerordentliche Professorin und 1973 ordentliche Professorin. Von 1962 bis 1964 war sie Dekanin der Fakultät für Pharmazie, dann bis 1968 Direktorin des Instituts für Botanik und Biochemie. Die letzten 27 Jahre ihres Lebens war sie an der Einführung der Biochemie an der Universität Versailles beteiligt.
Sie entwickelte analytische Methoden zur Bestimmung von Pentosen, Proteinen, Alkylresorcinen, Tanninen und Glykoproteinen in biologischen Produkten. Sie beschäftigte sich auch mit Untersuchungen zur Struktur und Funktion von Polymeren. Sie erfand eine praktische und kostengünstige Methode zur Markierung von Proteinen mit Tanninen, die später als „Breslau-Methode“ bekannt wurde, die es ermöglichte, auch in schlecht ausgestatteten Laboren zu arbeiten. Eine weitere von Maybaum-Katzenellenbogen entwickelte Methode war die Ausfällung von Proteinen und Glykoproteinen durch Tannin und Koffein, was die Abtrennung dieser Mikropartikel aus biologischen Flüssigkeiten erleichterte. In den 1970er Jahren war das Institut für Biochemie der Universität Breslau der einzige Hersteller in Polen von Urease, saurer Phosphatase, Ribonuklease, mehreren Protease-Inhibitoren und einer Reihe anderer Reagenzien für Analyse und Diagnose. Sie veröffentlichte 150 Arbeiten und Übersichtsartikel in nationalen und internationalen Zeitschriften.
Sie war Redaktionsmitglied der polnischen Zeitschrift Postępy Biochemii sowie der Zeitschriften Acta Biochimica Polonica und Wiadomości Chemicznych. Sie war von 1962 bis 1976 Vorsitzende der Zweigstelle Breslau der Polnischen Gesellschaft für Labordiagnostik und von 1970 bis 1974 der biologischen Fakultät der Wissenschaftlichen Gesellschaft Breslau. Sie war auch ein aktives Mitglied der Polnischen Biochemischen Gesellschaft sowie der Botanischen und Physiologischen Gesellschaft und des Komitees für Biochemie und Biophysik der Polnischen Akademie der Wissenschaften.

## Auszeichnungen und Ehrungen
- 1959: Goldenes Verdienstkreuz
- 1960: Abzeichen des XV. Jahrestages der Befreiung Niederschlesiens
- 1969: Odznaka 1000-lecia Państwa Polskiego
- 1973: Orden Polonia Restituta
- 1975: Medal 10-lecia Polski Ludowej
- 1975: Medal Komisji Edukacji Narodowej
- 1982: Verleihung des Titels: Verdienstvolle Lehrerin der Volksrepublik Polen
- 1983: Ehrenmitgliedschaft der Polnischen Biochemischen Gesellschaft[2]

## Veröffentlichungen (Auswahl)
- mit Anna Wilimowska-Pelcm: A simple method for isolating trypsin from trichloroacetic acid extracts of bovine pancreas. Analytical Biochemistry, Vol 90, 1978.
- mit Wanda M. Dobryszycka: Immunochemical Properties of the Serum Proteins after Regeneration from the Protein–Tannin Compounds. Nature, 3 Vol. 193, 1962.
- mit W. Dobryszycka, J. Boguslawska-Jaworska, B. Morawiecka: Regeneration of Protein from Insoluble Protein-Tannin Compounds. Nature 184, S. 1799–1800.  1959.